# أونتاريو (كاليفورنيا)
أونتاريو هي مدينة تقع في مقاطعة سان بيرناردينو، بولاية كاليفورنيا بالولايات المتحدة الأمريكية تبعد 35 ميل عن لوس انجلوس ويقدر عدد سكانها في عام 2000 بـ 158,007 نسمة.

## التركيبة السكانية
حدّد مكتب تعداد الولايات المتحدة بيانات التركيبة السكانية لأونتاريو في تعداد الولايات المتحدة. في ما يلي، التركيبة السكانية حسب تعدادي 2000 و2010.

### تعداد عام 2000
بلغ عدد سكان أونتاريو 158,007 نسمة بحسب تعداد عام 2000، وبلغ عدد الأسر 43,525 أسرة وعدد العائلات 34,699 عائلة مقيمة في المدينة. في حين سجلت الكثافة السكانية 1,220.1 نسمة لكل كيلومتر مربع (3,160.0/ميل2). وبلغ عدد الوحدات السكنية 45,182 وحدة بمتوسط كثافة قدره 348.9 لكل كيلومتر مربع (903.6/ميل2).
وتوزع التركيب العرقي للمدينة بنسبة 47.83% من البيض و7.51% من الأمريكيين الأفارقة و1.06% من الأمريكيين الأصليين و3.88% من الأمريكيين ذوي الأصول الآسيوية و0.37% من سكان جزر المحيط الهادئ و34.05% من الأعراق الأخرى و5.30% من عرقين مختلطين أو أكثر و59.88% من الهسبانيون أو اللاتينيون من أي عرق.
بلغ عدد الأسر 43,525 أسرة كانت نسبة 55.9% منها لديها أطفال تحت سن الثامنة عشر تعيش معهم، وبلغت نسبة الأزواج القاطنين مع بعضهم البعض 56.9% من أصل المجموع الكلي للأسر، ونسبة 15.5% من الأسر كان لديها معيلات من الإناث دون وجود شريك، بينما كانت نسبة 7.3% من الأسر لديها معيلون من الذكور دون وجود شريكة وكانت نسبة 20.3% من غير العائلات. تألفت نسبة 15.1% من أصل جميع الأسر من عدة أفراد يعيشون في نفس المنزل ونسبة 4.6% كانت تتألف من شخص يعيش بمفرده يبلغ من العمر 65 عاماً أو أكثر. وبلغ متوسط حجم الأسرة المعيشية 3.60، أما متوسط حجم العائلات فبلغ 3.96.
بلغ العمر الوسطي للسكان 27.6 عاماً. وكانت نسبة 34.3% من القاطنين تحت سن الثامنة عشر، وكانت نسبة 11.2% بين الثامنة عشر والرابعة والعشرين عاماً، ونسبة 32.2% كانت واقعةً في الفئة العمرية ما بين الخامسة والعشرين والرابعة والأربعين عاماً، ونسبة 16% كانت ما بين الخامسة والأربعين والرابعة والستين، ونسبة 5.7% كانت ضمن فئة الخامسة والستين عاماً فما فوق. يوجد لكل 100 أنثى 100.6 ذكر، ويوجد لكل 100 أنثى في الثامنة عشر من عمرها فما فوق 98.7 ذكر.
بلغ متوسط دخل الأسرة في المدينة 42,452 دولارًا، أما متوسط دخل العائلة فبلغ 44,031 دولارًا. وكان متوسط دخل الذكور 31,664 دولارًا مقابل 26,069 دولارًا للإناث. وسجل دخل الفرد الخاص بالمدينة 14,244 دولارًا. وكانت نسبة 12.2% من العائلات ونسبة 15.5% من السكان تحت خط الفقر، وكان من هؤلاء نسبة 19.9% تحت سن الثامنة عشر ونسبة 7.6% في الخامسة والستين من العمر وما فوق.

### تعداد عام 2010
بلغ عدد سكان أونتاريو 163,924 نسمة بحسب تعداد عام 2010، وبلغ عدد الأسر 44,931 أسرة وعدد العائلات 35,595 عائلة مقيمة في المدينة. في حين سجلت الكثافة السكانية 1,265.8 نسمة لكل كيلومتر مربع (3,278.4/ميل2). وبلغ عدد الوحدات السكنية 47,449 وحدة بمتوسط كثافة قدره 366.4 لكل كيلومتر مربع (949.0/ميل2).
وتوزع التركيب العرقي للمدينة بنسبة 51.05% من البيض و6.44% من الأمريكيين الأفارقة و1.03% من الأمريكيين الأصليين و5.16% من الأمريكيين ذوي الأصول الآسيوية و0.31% من سكان جزر المحيط الهادئ و31.34% من الأعراق الأخرى و4.67% من عرقين مختلطين أو أكثر و68.99% من الهسبانيون أو اللاتينيون من أي عرق.
بلغ عدد الأسر 44,931 أسرة كانت نسبة 51.4% منها لديها أطفال تحت سن الثامنة عشر تعيش معهم، وبلغت نسبة الأزواج القاطنين مع بعضهم البعض 52.9% من أصل المجموع الكلي للأسر، ونسبة 17.6% من الأسر كان لديها معيلات من الإناث دون وجود شريك، بينما كانت نسبة 8.7% من الأسر لديها معيلون من الذكور دون وجود شريكة وكانت نسبة 20.8% من غير العائلات. تألفت نسبة 15% من أصل جميع الأسر من عدة أفراد يعيشون في نفس المنزل ونسبة 4.7% كانت تتألف من شخص يعيش بمفرده يبلغ من العمر 65 عاماً أو أكثر. وبلغ متوسط حجم الأسرة المعيشية 3.63، أما متوسط حجم العائلات فبلغ 3.98.
بلغ العمر الوسطي للسكان 29.9 عاماً. وكانت نسبة 30.2% من القاطنين تحت سن الثامنة عشر، وكانت نسبة 11.8% بين الثامنة عشر والرابعة والعشرين عاماً، ونسبة 30.2% كانت واقعةً في الفئة العمرية ما بين الخامسة والعشرين والرابعة والأربعين عاماً، ونسبة 21.2% كانت ما بين الخامسة والأربعين والرابعة والستين، ونسبة 6.7% كانت ضمن فئة الخامسة والستين عاماً فما فوق. وتوزع التركيب الجنسي للسكان بنسبة 49.8% ذكور و50.2% إناث.

## المناخ
يظهر الجدول التالي التغييرات المناخية على مدار السنة لأونتاريو:
| البيانات المناخية لـأونتاريو      | البيانات المناخية لـأونتاريو | البيانات المناخية لـأونتاريو | البيانات المناخية لـأونتاريو | البيانات المناخية لـأونتاريو | البيانات المناخية لـأونتاريو | البيانات المناخية لـأونتاريو | البيانات المناخية لـأونتاريو | البيانات المناخية لـأونتاريو | البيانات المناخية لـأونتاريو | البيانات المناخية لـأونتاريو | البيانات المناخية لـأونتاريو | البيانات المناخية لـأونتاريو | البيانات المناخية لـأونتاريو |
| الشهر                             | يناير                        | فبراير                       | مارس                         | أبريل                        | مايو                         | يونيو                        | يوليو                        | أغسطس                        | سبتمبر                       | أكتوبر                       | نوفمبر                       | ديسمبر                       | المعدل السنوي                |
| --------------------------------- | ---------------------------- | ---------------------------- | ---------------------------- | ---------------------------- | ---------------------------- | ---------------------------- | ---------------------------- | ---------------------------- | ---------------------------- | ---------------------------- | ---------------------------- | ---------------------------- | ---------------------------- |
| الدرجة القصوى °ف (°م)             | 90 (32)                      | 89 (32)                      | 94 (34)                      | 101 (38)                     | 103 (39)                     | 108 (42)                     | 114 (46)                     | 109 (43)                     | 112 (44)                     | 107 (42)                     | 98 (37)                      | 86 (30)                      | 114 (46)                     |
| متوسط درجة الحرارة الكبرى °ف (°م) | 65.2 (18.4)                  | 65.8 (18.8)                  | 69.9 (21.1)                  | 74.0 (23.3)                  | 78.9 (26.1)                  | 85.5 (29.7)                  | 92.2 (33.4)                  | 93.6 (34.2)                  | 89.1 (31.7)                  | 80.6 (27.0)                  | 72.7 (22.6)                  | 65.6 (18.7)                  | 77.8 (25.4)                  |
| متوسط درجة الحرارة الصغرى °ف (°م) | 43.8 (6.6)                   | 45.3 (7.4)                   | 47.2 (8.4)                   | 50.5 (10.3)                  | 55.5 (13.1)                  | 59.0 (15.0)                  | 63.3 (17.4)                  | 64.7 (18.2)                  | 62.6 (17.0)                  | 55.2 (12.9)                  | 47.0 (8.3)                   | 42.7 (5.9)                   | 53.1 (11.7)                  |
| أدنى درجة حرارة °ف (°م)           | 25 (−4)                      | 31 (−1)                      | 33 (1)                       | 33 (1)                       | 42 (6)                       | 46 (8)                       | 56 (13)                      | 56 (13)                      | 51 (11)                      | 43 (6)                       | 32 (0)                       | 28 (−2)                      | 25 (−4)                      |
| الهطول إنش (مم)                   | 3.31 (84)                    | 3.39 (86)                    | 2.32 (59)                    | 0.94 (24)                    | .30 (7.6)                    | .12 (3.0)                    | .09 (2.3)                    | .13 (3.3)                    | .27 (6.9)                    | .64 (16)                     | 1.21 (31)                    | 2.32 (59)                    | 15.04 (382.1)                |
| المصدر: NOAA                      |                              |                              |                              |                              |                              |                              |                              |                              |                              |                              |                              |                              |                              |

## توأمة
لأونتاريو (كاليفورنيا) اتفاقيات توأمة مع كل من:
- بروكفيل
- East Coast Bays [الإنجليزية]‏
- Guamúchil [الإنجليزية]‏
- Mocorito [الإنجليزية]‏
- فينترتور (1982 - )[9]
- لوس موتشيس

## أعلام
- أنطونيو بيرس
- هارولد سميث
- فرانك إف. روس
- بيل سامرز
- بيني براون
- راي كيلوغ
- جيف أريس
- لاندون دونوفان
- برنس فيلدر